# Benicio del Toro
Ne doit pas être confondu avec Guillermo del Toro.
Pour les articles homonymes, voir Del Toro.
Benicio del Toro [beˈnisjo del ˈtoɾo] est un acteur, réalisateur et producteur de cinéma hispano-américain, né le 19 février 1967 à San Germán à Porto Rico.
Il a été récompensé par l'Oscar du meilleur acteur dans un second rôle pour son rôle dans Traffic (2000) et par le prix d'interprétation masculine du Festival de Cannes pour son rôle de Che Guevara dans Che (2008). Il a également joué notamment dans Usual Suspects, Las Vegas Parano, Snatch, 21 Grammes, Sin City, Jimmy P. (Psychothérapie d'un Indien des Plaines), Sicario et Star Wars, épisode VIII.

## Biographie

### Jeunesse et formation
Benicio del Toro est le second fils d'un couple d'avocats, il grandit à Santurce, un quartier de San Juan de Porto Rico. Sa mère meurt d'une hépatite alors qu'il est âgé de 9 ans, et sa famille déménage trois ans plus tard à Mercersburg dans la campagne de Pennsylvanie. À l'âge de 13 ans, il est inscrit dans une pension préparant aux meilleures écoles. Son père veut faire de lui un avocat. Il suit les conseils de son père et part étudier à l'université de Californie à San Diego, mais il abandonne rapidement pour entrer à la célèbre Square Acting School de New York.

### Débuts et révélation critique (années 1990)
Benicio del Toro débute avec de petits rôles dans plusieurs séries dont Deux Flics à Miami en 1987. Il obtient un peu plus tard ses premiers rôles au cinéma entre autres dans Permis de tuer (1989) en devenant le plus jeune adversaire de James Bond. On le retrouve ensuite dans les seconds rôles de État second (1993) et surtout d’Usual Suspects (1995) de Bryan Singer. Le succès planétaire de cette petite production marque un tournant dans sa carrière, en lui offrant une reconnaissance au sein de la profession, lui permettant de choisir ses projets artistiques. Son rôle du truand Fred Fenster lui vaut de remporter l'Independent Spirit Award du meilleur second rôle masculin. Il remporte à nouveau cette récompense l'année suivante pour son rôle dans Basquiat (1996). Puis il interprète un joueur de baseball charismatique aux côtés de Robert De Niro dans Le Fan (1996).
On le retrouve donnant la réplique à Johnny Depp dans Las Vegas Parano (1998) où il prend presque vingt kilos pour interpréter son personnage, l'excentrique Dr Gonzo. Après un hiatus de deux ans, il revient au premier plan en 2000 en étant à l'affiche de plusieurs films : Snatch : Tu braques ou tu raques de Guy Ritchie, Way of the Gun et surtout Traffic où il obtient son premier grand premier rôle, celui d'un policier mexicain, et se fait connaître du grand public. Son interprétation dans Traffic lui vaut l'Oscar du meilleur acteur dans un second rôle ainsi que plusieurs autres récompenses.

### Confirmation et consécration (années 2000)

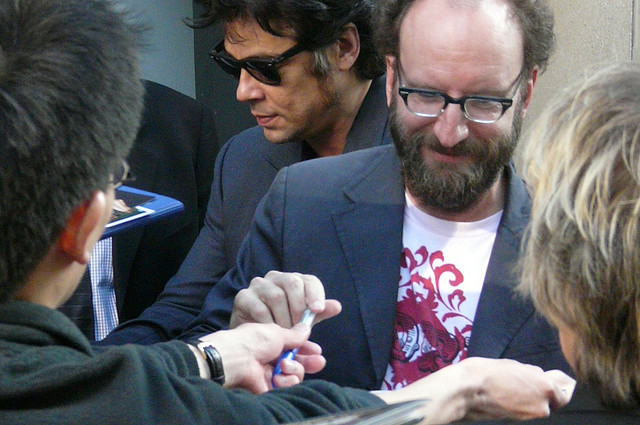
L'acteur aux côtés du réalisateur Steven Soderbergh à la première nord-américaine de Che, en novembre 2008.

Benicio del Toro joue ensuite un Amérindien retardé mental dans The Pledge (2001), réalisé par son ami Sean Penn. 
En 2003, il partage l'affiche du thriller Traqué avec Tommy Lee Jones puis celle du drame 21 Grammes avec Sean Penn et Naomi Watts. Son rôle dans ce dernier film lui vaut une nouvelle nomination à l'Oscar du meilleur acteur dans un second rôle. Il apparaît ensuite dans un petit rôle de l'expérimentale adaptation Sin City (2005), puis partage l'affiche du mélodrame Nos souvenirs brûlés (2007) avec une autre oscarisée, Halle Berry.
La consécration arrive avec son interprétation de Che Guevara dans le diptyque Che, rôle pour lequel il est récompensé par le prix d'interprétation masculine du Festival de Cannes 2008. Lors de la remise de ce prix, il dédie celui-ci à Guevara et tient à le partager avec le réalisateur Steven Soderbergh. Il perd une quinzaine de kilos pour jouer les scènes de la dernière partie du film en Bolivie.

### Diversification et blockbusters (années 2010)

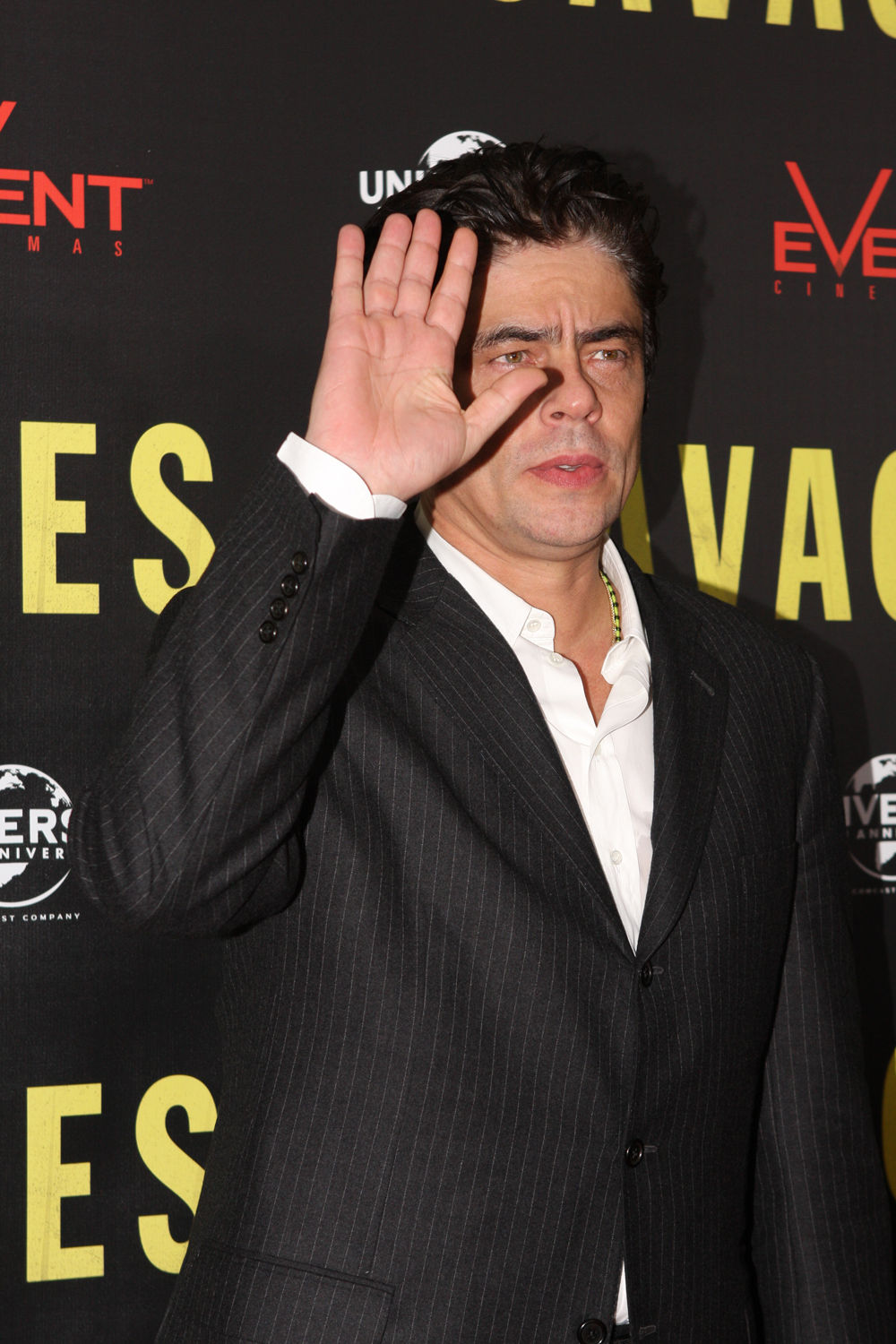
L'acteur à la première australienne de Savages, en octobre 2012.

L'année 2010 est marquée par la sortie du blockbuster fantastique Wolfman réalisé par Joe Johnston, mais aussi par sa participation au jury au Festival de Cannes, sous la présidence de Tim Burton.
Deux ans plus tard, Benicio del Toro fait partie du casting du thriller Savages, réalisé par Oliver Stone, puis tient surtout le rôle principal du film français Jimmy P. (Psychothérapie d'un Indien des Plaines) d'Arnaud Desplechin. Par ailleurs, il rejoint l'univers cinématographique Marvel en incarnant le Taneleer Tivan dans la scène post-générique de Thor : Le Monde des ténèbres. Il reprend vraiment son personnage pour Les Gardiens de la Galaxie de James Gunn, qui est un gros succès critique et commercial de l'année 2013 et permet à l'acteur de s'essayer à un registre plus comique. Il revient en 2018 sous les traits du personnage dans le blockbuster évènement Avengers: Infinity War d'Anthony et Joe Russo.
L'année 2014 est marquée par la sortie du thriller romantique indépendant Paradise Lost — une co-production d'Andrea Di Stefano, où il incarne Pablo Escobar — puis par celle de l'expérimental Inherent Vice, où il fait partie du casting réuni par Paul Thomas Anderson autour de l'acteur principal Joaquin Phoenix.
En 2015, il donne la réplique à Emily Blunt dans le thriller Sicario de Denis Villeneuve, puis porte la comédie dramatique espagnole Un jour comme un autre de Fernando León de Aranoa.
L'année 2017 est marquée par sa participation à une autre franchise à succès : il joue DJ dans Star Wars, épisode VIII : Les Derniers Jedi, écrit et réalisé par Rian Johnson. Il intervient aussi dans une autre suite : Sicario : La Guerre des cartels, de Stefano Sollima.
Lors du Festival de Cannes 2018, il préside le jury de la sélection « Un certain regard ». Il succède à trois femmes ayant présidé ce jury consécutivement : Isabella Rossellini, Marthe Keller et Uma Thurman.
L'année 2019 le voit aller plus loin dans l'humour : il fait partie du casting réuni par Jamie Foxx pour le premier film qu’il réalise, la comédie All-Star Weekend ; puis il fait partie du casting hispanophone de l'adaptation Dora et la Cité perdue, réalisée par James Bobin. Enfin, il figure au sein de la distribution « quatre étoiles » de The French Dispatch, dixième long-métrage de Wes Anderson.

### Vie privée
Le 21 août 2011, Benicio del Toro devient père de Delilah, dont la mère est Kimberly Stewart, la fille de Rod Stewart, avec qui il a eu une brève liaison. La même année, en novembre, il se voit accorder la nationalité espagnole en raison de sa contribution dans le domaine artistique et de ses origines espagnoles.

## Filmographie

### Acteur

#### Cinéma

##### Années 1980
- 1988 : Big Top Pee-wee de Randal Kleiser : Duke
- 1989 : Permis de tuer (Licence to Kill) de John Glen : Dario

##### Années 1990
- 1991 : The Indian Runner de Sean Penn : Miguel
- 1992 : Christophe Colomb : La Découverte (Christopher Columbus: The Discovery) de John Glen : Alvaro Haranna
- 1993 : Money for Nothing de Ramón Menéndez : Dino Palladino
- 1993 : Macho (Huevos de oro) de Bigas Luna : Bob
- 1993 : État second (Fearless) de Peter Weir : Manny Rodrigo
- 1994 : Lune rouge (China Moon) de John Bailey : Lamar Dickey
- 1994 : Swimming with Sharks de George Huang : Rex
- 1995 : Usual Suspects (The Usual Suspects) de Bryan Singer : Fred Fenster
- 1996 :  Basquiat de Julian Schnabel : Benny Dalmau
- 1996 : Le Fan (The Fan) de Tony Scott : Juan Primo
- 1996 : Nos funérailles (The Funeral) d'Abel Ferrara : Gaspare
- 1997 : Excess Baggage de Marco Brambilla : Vincent Roche
- 1997 : Joyride : inspecteur Lopez
- 1998 : Las Vegas Parano (Fear and Loathing in Las Vegas) de Terry Gilliam : Docteur Gonzo

##### Années 2000
- 2000 : Snatch : Tu braques ou tu raques (Snatch) de Guy Ritchie : Franky « quatre doigts »
- 2000 : Way of the Gun (The Way of the Gun) de Christopher McQuarrie : Mr. Longbaugh
- 2000 : Traffic de Steven Soderbergh : Javier Rodriguez
- 2000 : Bread and Roses de Ken Loach : un invité de la soirée (caméo non crédité)
- 2001 : The Pledge de Sean Penn : Toby Jah Wadehnah
- 2003 : Traqué (The Hunted) de William Friedkin : Aaron Hallam
- 2003 : 21 Grammes (21 Grams) d'Alejandro González Iñárritu : Jack Jordan
- 2005 : Sin City de Robert Rodriguez, Frank Miller et Quentin Tarantino: Jackie Rafferty
- 2007 : Nos souvenirs brûlés (Things We Lost in the Fire) de Susanne Bier : Jerry Sunborne
- 2008 : Che de Steven Soderbergh, en deux parties :
  - Che, 1re partie : L'Argentin (The Argentine) : Ernesto « Che » Guevara
  - Che, 2e partie : Guerilla (Guerrilla) : Ernesto « Che » Guevara

##### Années 2010
- 2010 : Wolfman (The Wolfman) de Joe Johnston : Lawrence Talbot
- 2010 : Somewhere, de Sofia Coppola : lui-même (caméo non crédité)
- 2012 : Savages d'Oliver Stone : Lado
- 2013 : Jimmy P. (Psychothérapie d'un Indien des Plaines) d'Arnaud Desplechin : Jimmy Picard
- 2013 : Thor : Le Monde des ténèbres (Thor: The Dark World) d'Alan Taylor : Taneleer Tivan / le Collectionneur (caméo post-générique)
- 2014 : Les Gardiens de la Galaxie (Guardians of the Galaxy) de James Gunn : Taneleer Tivan / le Collectionneur
- 2014 : Paradise Lost (Escobar: Paradise Lost) d'Andrea Di Stefano : Pablo Escobar
- 2014 : Inherent Vice de Paul Thomas Anderson : Sauncho Smilax
- 2015 : Sicario de Denis Villeneuve : Alejandro Gillick
- 2015 : Le Petit Prince de Mark Osborne : Le Serpent (voix dans la version originale)
- 2016 : Un jour comme un autre (A Perfect Day) de Fernando León de Aranoa : Mambrù
- 2017 : Star Wars, épisode VIII : Les Derniers Jedi (Star Wars Episode VIII: The Last Jedi) de Rian Johnson : DJ
- 2018 : Avengers: Infinity War d'Anthony et Joe Russo : Taneleer Tivan / le Collectionneur
- 2018 : Sicario : La Guerre des cartels (Sicario: Day of the Soldado) de Stefano Sollima : Alejandro Gillick
- 2019 : Dora et la Cité perdue (Dora and the Lost City of Gold) de James Bobin : Chipeur le renard (voix)

##### Années 2020
- 2021 : No Sudden Move de Steven Soderbergh : Ronald Russo
- 2021 : The French Dispatch de Wes Anderson : Moses Rosenthaler
- 2023 : Reptile de Grant Singer : l'inspecteur Tom Nichols
- 2025 : The Phoenician Scheme de Wes Anderson :  Zsa-zsa Korda
- 2025 : Une bataille après l'autre (One Battle After Another) de Paul Thomas Anderson
- All-Star Weekend de Jamie Foxx (tourné en 2016 mais jamais sorti)

#### Télévision
- 1987 : Deux Flics à Miami (saison 3, épisode 23) : Pito
- 1990 : Drug Wars: The Camarena Story de Brian Gibson (minisérie) : Caro Quintero
- 1994 : Les Contes de la crypte (saison 6, épisode 6) : Bill
- 1994 : Fallen Angels (saison 2, épisode 4) : Paco
- 2018 : Escape at Dannemora de Ben Stiller : Richard Matt

### Réalisateur

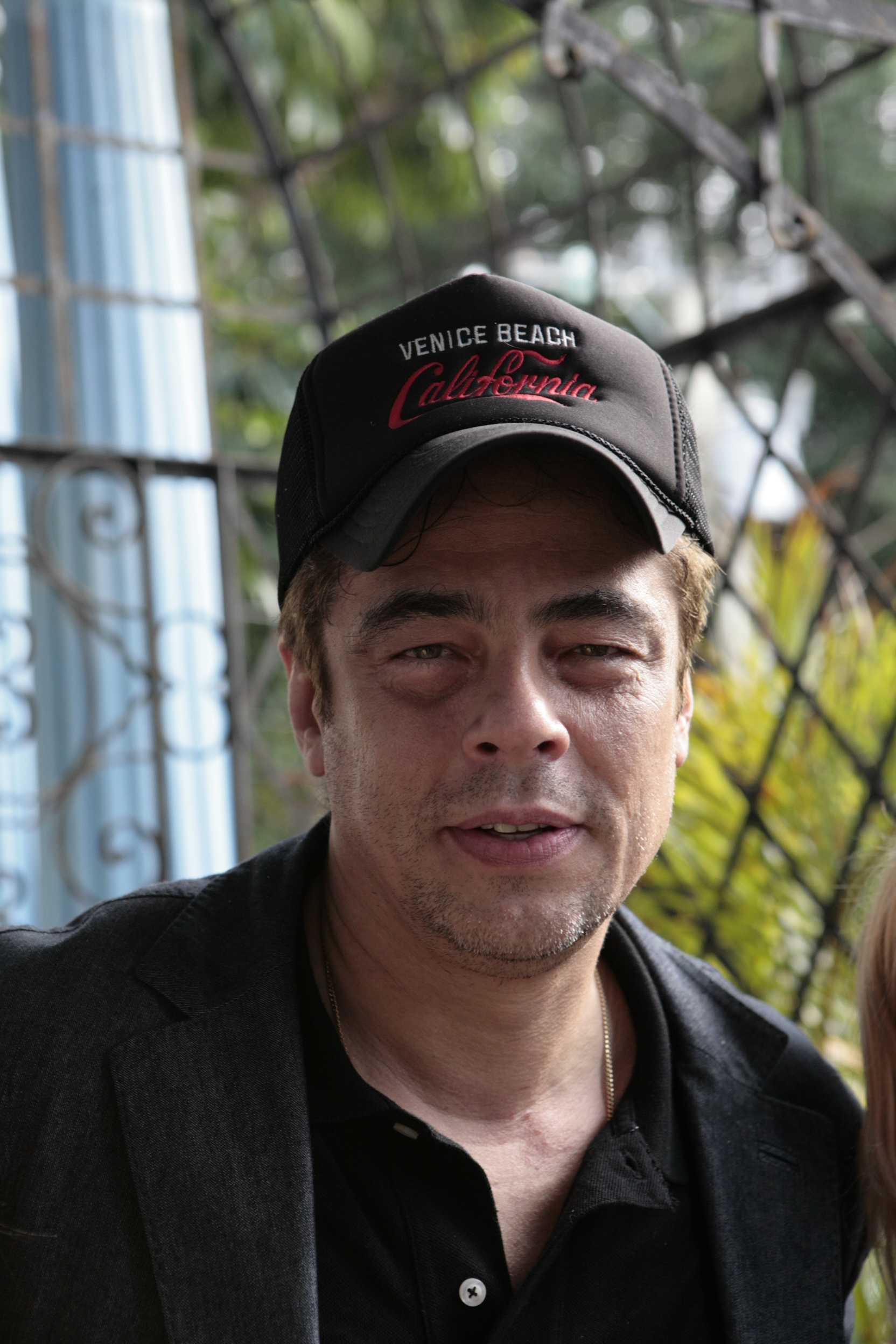
L'acteur en décembre 2011 à la première mondiale de Sept Jours à La Havane, dont il réalise un segment.

- 1995 : Submission - également scénariste
- 2011 : Sept Jours à La Havane (segment El Yuma)

### Producteur / producteur délégué
- 1995 : Submission (court-métrage)
- 2007 : Maldeamores, de Carlos Ruíz Ruíz –
- 2008 : Che
- 2010 : Wolfman
- 2023 : Reptile de Grant Singer (également scénariste)

## Distinctions
Cette section récapitule les principales récompenses et nominations obtenues par Benicio del Toro. Pour une liste plus complète, se référer à l'Internet Movie Database.

### Récompenses
- Independent Spirit Award du meilleur acteur dans un second rôle pour Usual Suspects en 1996
- Independent Spirit Award du meilleur acteur dans un second rôle pour Basquiat en 1997
- Oscar du meilleur acteur dans un second rôle pour Traffic en 2001
- Ours d'argent du meilleur acteur à la Berlinale 2001 pour Traffic
- Golden Globe du meilleur acteur dans un second rôle pour Traffic en 2001
- British Academy Film Award du meilleur acteur dans un second rôle pour Traffic en 2001
- Screen Actors Guild Award du meilleur acteur dans un premier rôle pour Traffic en 2001
- Prix d'interprétation masculine du festival de Cannes 2008 pour Che
- Prix Goya du meilleur acteur pour Che en 2009
- Festival du film de Hollywood 2015 : Supporting Actor Award pour Sicario

### Nominations
- Satellite Award du meilleur acteur dans un second rôle pour Traffic en 2001
- Empire Award du meilleur acteur pour Traffic en 2002
- Oscar du meilleur acteur dans un second rôle pour 21 Grammes en 2004
- British Academy Film Award du meilleur acteur dans un second rôle pour 21 Grammes en 2004
- Satellite Award du meilleur acteur dans un second rôle pour 21 Grammes en 2004
- Screen Actors Guild Award du meilleur acteur dans un second rôle pour 21 Grammes en 2004

## Voix francophones
En version française, Benicio del Toro est dans un premier temps doublé par Julien Kramer dans Permis de tuer, Jérôme Keen dans Lune rouge, Daniel Lafourcade dans Swimming with Sharks, Jean-Louis Faure dans Usual Suspects, Michel Vigné dans Nos funérailles, Guillaume Orsat dans Basquiat, Philippe Dumond dans Excess Baggage ou encore Dominique Collignon-Maurin dans Las Vegas Parano.
Durant les années 2000, il est notamment doublé à trois reprises par Bernard Gabay dans Snatch, The Pledge et Traqué, à deux reprises par Pierre-François Pistorio dans Che, 1re partie : L'Argentin et Che, 2e partie : Guerilla, ou encore à titre exceptionnel par David Krüger dans Way of the Gun et Marc Alfos dans 21 Grammes.  Julien Kramer le retrouve dans Nos souvenirs brûlés.
Le doublant une première fois en 2000 dans Traffic, puis en 2005 dans Sin City, Boris Rehlinger devient au cours des années 2010 sa voix régulière. Il le retrouve notamment dans Wolfman, Savages, l'univers cinématographique Marvel, Star Wars, épisode VIII : Les Derniers Jedi, Escape at Dannemora ou encore The French Dispatch. Durant cette décennie, il est également doublé par Alex Descas dans Jimmy P. (Psychothérapie d'un Indien des Plaines) et Jean-François Stévenin, dans Paradise Lost. Bernard Gabay le retrouve dans Sicario, et sa suite.
En version québécoise, Benoît Rousseau est la voix québécoise régulière de l'acteur, l'ayant doublé à 7 reprises.